# 和愛湖
和愛湖（ロシア語: Большое Вавайское, わあいこ）は、樺太南部にある湖。

## 地理
樺太大泊郡長浜村に位置する海跡湖で、亜庭湾に面する。